# 吉岡沙知
吉岡 沙知（よしおか さち、8月3日 - ）は、日本の女性声優。フリー。

## 略歴
声優を目指したきっかけがあったというより、育った環境から必然的に目指すことになったという。理由は2つあり、1つは小さい頃から母にスタジオジブリ、ディズニーのアニメを見せられ、育ってきたという。アニメの英才教育な感じになり、アニメが嫌いになるというわけではなく、男の子向け、女の子向け問わず、色々なアニメに触れながら子供時代を過ごし、アニメが好きになっていったのがきっかけである。もう1つは、国語の朗読の時間など、声に関することでほめられることが多く、「もしかしたら私の特技は声なのかも！」と思っていたという。職業としての声優を知った時に、その2つの理由もあって、目指そうと決めるまでそう時間はかからなかったという。
元JTBエンタテインメント所属。

## 出演

### テレビアニメ
2009年
- 空中ブランコ
- けんぷファー（女子生徒C）

2011年
- 輪るピングドラム（スーパーの女の子、ファンA、女の子、子供）
- フリージング（女子生徒）

2012年
- 戦国コレクション（サッカー部員）

2013年
- BROTHERS CONFLICT（事務員）

### 劇場アニメ
- 聖☆おにいさん（2013年）
- RE:cycle of the PENGUINDRUM [前編] 君の列車は生存戦略（2022年）
- すずめの戸締まり（2022年）

### ゲーム
- ガールフレンド（仮）（2013年、円城寺小菊[3]）

### ラジオ
- ラジオニッポン『カフェ・ラ・テドラマファクトリー』

### TV
- J:COM『つながるセブン』 お天気コーナー
- CS『美声文庫』

### デジタルコミック
- VOMIC いぬまるだしっ（2009年、園児）

### 吹き替え
- マーセナリーズ（大統領夫人、女兵士1、TVキャスター（音声のみ））
- ビッグフット 猿人（女警官）

### 舞台
- 劇団軌跡『Little Steps Ⅵ・Ⅶ』（2007年、TACS1179）
- 演劇のつどい2008『宮澤賢治の世界』（2008年、板橋区立文化会館）
- 日韓演劇フェスティバル参加作品『ちゃんぽん』（2009年、池袋あうるすぽっと）
- 『友情～秋桜のバラード』小林明子（2010年、銀座博品館劇場）

### その他コンテンツ
- 爆音ギター女子図鑑